# False Positive
False Positive é um filme americano de terror de 2021 dirigido por John Lee com um roteiro de Lee e Ilana Glazer. É estrelado por Glazer, Justin Theroux, Sophia Bush, Josh Hamilton e Pierce Brosnan. Está programado para ser lançado em 25 de junho de 2021 pelo Hulu.

## Elenco
- Ilana Glazer como Lucia "Lucy" Martin
- Justin Theroux como Adrian Martin
- Pierce Brosnan como Dr. John Hindle
- Zainab Jah como Grace Singleton
- Gretchen Mol como Dawn
- Sophia Bush
- Josh Hamilton
- Kelly AuCoin como Dirk

## Produção
Em fevereiro de 2019, foi anunciado que Ilana Glazer estrelaria o filme, com John Lee produzindo um roteiro feito por ele e Glazer. A24 produziria. Em março de 2019, Justin Theroux, Pierce Brosnan, Zainab Jah, Gretchen Mol, Sophia Bush e Josh Hamilton se juntaram ao elenco do filme.

### Filmagens
As filmagens começaram em abril de 2019.

## Lançamento
Em dezembro de 2020, o Hulu adquiriu os direitos de distribuição do filme nos EUA. O filme está programado para ser lançado no Hulu em 25 de junho de 2021.